# Holohalaelurus melanostigma
Holohalaelurus melanostigma és una espècie de peix de la família dels esciliorrínids i de l'ordre dels carcariniformes.

## Morfologia
- Els mascles poden assolir 38,4 cm de longitud total.[1][2]

## Hàbitat
És un peix marí de clima tropical que viu entre 607-658 m de fondària.

## Distribució geogràfica
Es troba al nord de Tanzània i el sud de Kenya.